# NGC 2536
NGC 2536 este o galaxie spirală situată în constelația Racul. A fost descoperită în 22 ianuarie 1877 de către Édouard Stephan⁠(d). Se află la o distanță de 57 de megaparseci de Pământ.